# Oxicodona
L'oxicodona (Percocet, OxyContin i altres marques comercials) és un medicament analgèsic opioide sintetitzat a partir del derivat de l'opi tebaïna. Es va desenvolupar a Alemanya l'any 1916 i era un dels opioides que tractaven de millorar, els també opioides, morfina, heroïna i codeïna.
Els medicament per via oral d'oxicodona es prescriuen generalment per alleujar dolors, de moderats a severs. Pot estar formulat com un genèric o sota diverses marques comercials.

## Ús mèdic
L'oxicodona és efectiva per la gestió del dolor, de moderat a agut o crònic. Millora la qualitat de vida en aquests tipus de dolor.
El 2001, l'European Association for Palliative Care recomanà l'oxicodona oral com a segona línia alternativa a la morfina oral pel dolor per càncer. No hi ha proves que l'oxicodona sigui superior a la morfina en el control del dolor per càncer.

## Efectes adversos

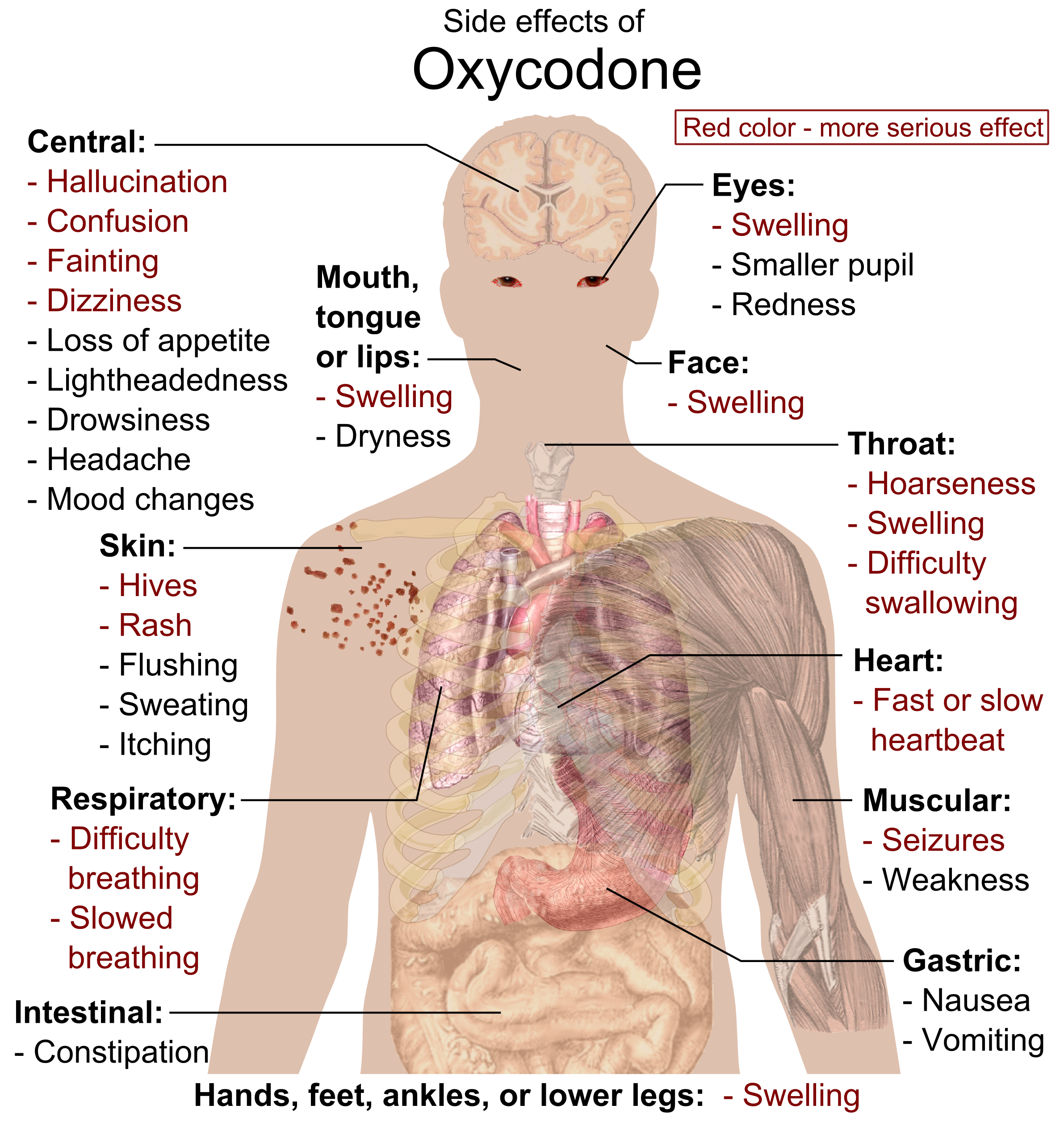
Principals efectes adversos de l'oxicodona

Els més comuns dels efectes adversos inclouen l'eufòria, pèrdua de memòria, estrenyiment, nàusea, lleuger mal de cap, etc.
En dosis altes, en sobredosi o en pacients que no toleren els opiacis l'oxicodona pot causar entre d'altres bradicàrdia, apnea, hipotensió, col·lapse circulatori, parada respiratòria i/o la mort.

## Història
Freund i Speyer de la Universitat Johann Wolfgang Goethe de Frankfurt am Main a Alemanya van ser els primers a sintetitzar-la des de la tebaïna el 1916, poc temps després la companyia Bayer va parar la producció en massa de l'heroïna per la seva perillositat i dependència per tractar de substituir-la per l'oxicodona, encara que aquesta no té el mateix efecte immediat ni tan durador. La primera vegada que es va usar clínicament va ser l'any 1917. La International Narcotics Control Board estima que 11,5 tones d'oxicodona es van fabricar a tot el món l'any 1998 i 75,2 tones el 2007.
Al 2023 s'ha emès la sèrie Medicina Letal, a la plataforma Netflix que segueix el naixement i posterior polèmica sobre el seu potencial addictiu.